# 2006 au Nunavut
Chronologie du Nunavut
- 2002
- 2003
- 2004
- 2005
- 2006
- 2007
- 2008
- 2009
- 2010

Cette page concerne des événements d'actualité qui se sont produits durant l'année 2006 dans le territoire canadien du Nunavut.

## Politique
- Premier ministre : Paul Okalik
- Commissaire : Ann Meekitjuk Hanson (en)
- Législature : 2e législature (en)

## Événements
- Elisapee Sheutiapik (en) est réélue par acclamation mairesse d'Iqaluit.
- 23 janvier : le Parti conservateur de Stephen Harper remporte les élections fédérales et formera un gouvernement minoritaire. Les canadiens élisent à la Chambre des communes 124 députés conservateurs, 103 libéraux, 51 bloquistes, 29 néo-démocrates et 1 indépendant. Dans la circonscription du territoire du Nunavut, la libérale Nancy Karetak-Lindell est réélu pour un quatrième mandat avec 39,98 % du vote. Parmi ses quatre adversaires : le conservateur David Aglukark avec 29,06 % du vote, le néo-démocrate Bill Riddell avec 17,15 % du vote, le candidat du Parti marijuana D. Ed deVries avec 7,88 % du vote et le vert Feliks Kappi avec 5,92 % du vote.
- 11 mars : première du film Le journal de Knud Rasmussen et mettant en vedette Natar Ungalaaq, Pierre Lebeau, Leah Angutimarik, Jens Jørn Spottag (da) et Neeve Irngaut.
- 22 avril : le Président de l'Assemblée législature du Nunavut (en) Jobie Nutarak (en) de Tunnuniq devient le premier député de l'Assemblée législative du Nunavut à mourir en fonction, à la suite d'un accident d'un voyage en motoneige.
- 9 juin : le député de Pangnirtung Peter Kilabuk (en) devient le quatrième Président de l'Assemblée législature du Nunavut (en).
- 17 octobre : James Arvaluk (en) remporte l'élection partielle de Tunnuniq avec 43,19 % du vote contre ses trois adversaires Rhonda Cunningham avec 31,45 % du vote, Joseph Krimmerdjuar avec 14,26 % du vote et Sam Omik avec 11,10 % du vote.

## Décès
- 22 avril : Jobie Nutarak (en), 3e Président de l'Assemblée législature du Nunavut (en) (2004-2006) et député de Tunnuniq (1999-2006).